# Level 42
Ниво 42 (енгл. Level 42) је поп-рок група из Британије. Највише успеха бенд је остварио осамдесетих година, а највећи хит им је Running in the Family.
Група је објавила 11 студијских албума, један албум уживо и две компилације. Њихова музика је мешавина рока, попа, џез и фанк музике. Имали су неколико великих хитова попут Lessons in Love, Micro-kid, To be with you again и Running in the family који је био на 6 месту британске топ листе. Сам албум је имао велики међународни успех, достигавши топ 10 у бројним земљама (у Норвешкој број 1). Чланови бенда су Марк Кинг (бас и вокал), Мајк Линдуп (клавијатуре и вокал), Гери Хасбенд (бубњеви), Нејтан Кинг (гитара) и Шон Фримен. 

## Дискографија
- Level 42 (1981)
- Strategy – The Early Tapes (1982)
- The Pursuit of Accidents (1982)
- Standing in the Light (1983)
- True Colours (1984)
- World Machine (1985)
- Running in the Family (1987)
- Staring at the Sun (1988)
- Guaranteed (1991)
- Forever Now (1994)
- Retroglide (2006)